# Hodina tance a lásky
Hodina tance a lásky je román česko-rakouského básníka, prozaika a dramatika a spisovatele Pavla Kohouta. Poprvé vyšel roku 1989 v nakladatelství INDEX, v Kolíně nad Rýnem. Kniha nese podtitul Německá romance.  Román se odehrává v Česku, v terezínské pevnosti za 2. světové války.

## Děj
Kristina Kleinburgerová je dcerou nacistického velitele terezínské pevnosti. Přijíždí sem z Berlína za svými rodiči, aby zde strávila prázdniny a oslavila své 18. narozeniny. Děj se odehrává během jednoho dne, 6. června 1944. Kristina se zde zamiluje do mladého nacistického důstojníka Wolfganga Weissmüllera. Wolfgang je sice krásný muž, ale zároveň krutý.  
Matka přemlouvá otce, aby dal Kristině k 18. narozeninám soukromou učitelku tance, talentovanou maďarskou primabalerínu Annu Ballontay, která díky svému židovskému původu byla poslána do transportu do Polska. Otec Kristiny Annu od tohoto transportu zachránil, vytáhl ji z vlaku jako dárek pro svou dceru. Od Anny se naivní Kristina dozvídá o transportech a koncentračních táborech, o likvidaci židů. Kristina chce talentovanou Annu zachránit a je rozhodnutá jít až za Hitlerem. Wolfgang tuší, že by tento krok mohl být pro ně riskantní, proto posílá Annu na smrt, aniž by o tom Anna i Kristina věděly. Wolfgang byl dokonce za tento hanebný čin povýšen a odvelen na lepší pracovní pozici.
Děj se odehrává během 24 hodin. Příběh pokračuje po 22 letech, kdy Kristina provdaná za bohatého Američana židovského původu se vrací do Terezína. Vzpomíná na všechny události, které zde zažila. Otec byl po válce popraven a nikdo v současnosti netuší, že otec byl nacista a podílel se na zvěrstvech na židech. Plnil vlastně rozkazy vůdce a uvěřil ideám nacismu a neuvědomil si, že slouží špatnému režimu.
Na závěr knížky se čtenář setkává s postavou Pavla Kohouta, který sedí v pevnosti na mostě a říká, že to vše byl jen sen, ale že pevnost v Terezíně opravdu existuje a sloužila nacistům.

## Přijetí díla a interpretace
Tento román byl napsaný podle scénáře Jeleny Kohoutové, manželky Pavla Kohouta.
Milan Hoznauer popisuje román jako „sentimentální příběh, odehrávající se v hrůzyplných kulisách.“ V rozboru si všímá dialogů mezi Kristinou a Wolfgangem, které popisují, jak se zamilovali. Hoznauer uvádí, že „aby románu dodal jakousi myšlenkovou hloubku, napsal k němu autor filozofický epilog, v němž se snaží objasnit motivaci jednání v totalitních režimech.“
Román zachycuje slepou věrnost pokřiveným ideálům. Z několika úhlů se autor pokouší vytyčit hranice osobní či kolektivní viny.
Autor chtěl tímto dílem vylíčit kontrast dvojího světa, a sice idylické prázdniny Kristiny, dcery nacistického velitele, krásnou oslavu jejích 18. narozenin, milostné vzplanutí k německému důstojníkovi, na druhé straně vězení, popravy, týrání, bezmoc a bezdůvodná smrt židů.